# 勇気彩
勇気 彩（ゆうき あや、1981年11月17日 - ）は、日本の女子プロレスラー。本名：渡邉 彩（わたなべ あや）。

## 経歴

### 所属
- NEO女子プロレス（2005年 - 2010年）
- フリーランス（2011年）
- ワールド女子プロレス・ディアナ（2011年）
- フリーランス（2011年 - 2012年）
- OSAKA女子プロレス（2012年 - 2013年）
- フリーランス（2013年 - ）

### 戦歴
2006年
- 7月17日、東京・後楽園ホールにおいて、対元気美佐恵戦でデビュー。

2007年
- アイスリボンに参戦。
- 4月15日、東京・後楽園ホールにおいて、元気美佐恵とのコンビでディスカバー・ニューヒロイン・タッグトーナメントIIに優勝する。
- 10月14日、東京・板橋グリーンホールにおいて、元気美佐恵と組み、伊藤薫、浜田文子組の保持するNEO認定タッグ王座に初挑戦。元気がAPクロスで浜田文子に破れ、王座奪取に失敗。

2008年
- 5月16日、アイスリボン・市ヶ谷大会、かねてからチームを組んでいた牧場みのりと共に、インターナショナル・リボンタッグ王座に挑戦するも、王座奪取に失敗。

2010年
- プロレスリングWAVEに参戦。
- 11月13日、東京・板橋グリーンホールにおいて、水波綾と組み、田村欣子、栗原あゆみの「タムクリ」が持つNEO認定タッグ王座に挑戦し、第13代王座を獲得。
- 11月28日、タニー・マウス、宮崎有妃の「NEOマシンガンズ」に敗れ王座陥落。

2011年
- 1月19日、WAVE新木場大会でNEO解散後初試合。水波・下野佐和子と組んで6人タッグでトリプルテイルズと対戦。このトリオは紫雷美央が「肉団子出てこい!」と挑発したことから後に「肉団子3兄弟」と呼ばれる。
- 3月21日、ワールド女子プロレス・ディアナ旗揚げに参加。
- 8月19日、ディアナとの雇用契約合意に至らず退団[1]。
- 8月28日、WAVE後楽園大会でディアナ退団後初試合。
- 10月21日、WAVE新木場大会で久々に肉団子3兄弟の6人タッグ。
- 10月23日、スターダム初参戦。鹿島沙希と対戦し勝利。

2012年
- 4月11日、フリーランスとなって初のアイスリボン参戦。
- 5月20日、OSAKA女子プロレス第12戦へ参戦。同日付けで、OSAKA女子プロレスへ入団することが発表された。

2013年
- 8月10日、OSAKA女子プロレスを運営するZABUNとの契約を解除[2]。その後もフリーとしてGAMI引退興行他ZABUN関連の大会にも参戦、数は少ないが「ちゃんす」での接客にも参加している。
- 10月6日、頑固プロレス初参戦。

### 得意技
直伝デスバレーボム
開発者の三田英津子から直接伝授された。
グラディエース
カミカゼと同型。
STS

### 入場曲
- 初代 : 曲名不明 ※勇気の弟が作曲
- 2代目 : ダイヤモンド（湘南乃風）

### 獲得タイトル
- 第13代NEO認定タッグ王座（パートナーは水波綾）

## 初日の出仮面

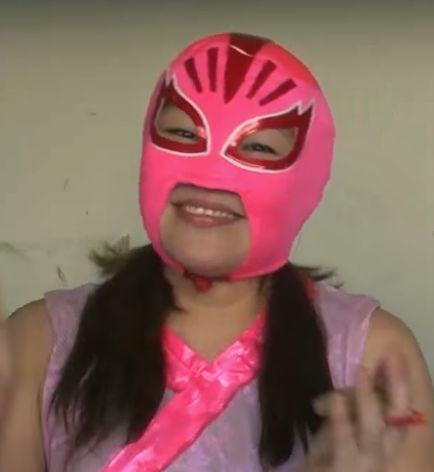
初日の出仮面

### 経歴
- 2014年1月1日の初日の出とともに「初日の出仮面」として生誕。厳密に言うと赤ん坊。
- 2月9日、我闘雲舞初参戦。
- 3月16日、スターダム初参戦。
- 4月12日、アイスリボン初参戦。
- 4月20日、世界プロレス協会初参戦。
- 5月4日、ユニオンプロレス初参戦。
- 5月24日、きらきら太陽プロジェクト初参戦。
- 5月25日、松田慶三プロデュース興行に初参戦。2日共に対戦相手は旧姓・広田さくらで日の出は2連敗。
- 6月22日、スターダム大阪大会で初勝利。
- 8月7日、OSAKA女子プロレスに参戦。よね日の出vsなにわ☆凡女美ィートルズとして対戦し救世忍者乱丸にうっかり正体をばらされそうになる。
- 8月10日、スターダム後楽園ホール大会で米山香織&倉垣翼と組み第5代アーティスト・オブ・スターダム王座に輝く。生誕7か月で初のタイトル戴冠。
- 9月14日、松山勘十郎自主興行に初参戦。
- 勇気彩が参戦していた「きらきら太陽プロジェクト」の雫有希に直接参戦を申し入れたり、雫の家の寺の上座で勇気彩の試合動画を観覧したり、犬吠埼出身なのに勇気彩の出身である大阪弁でしゃべったりなど、前世をうかがわせるかのような行動もたまに見せる。
- YMZ、我闘雲舞、スターダム等を中心に活躍中。2015年後期より恋わずらいのため欠場。
- 現在はセコンドとしてYMZに登場中。欠場期間中には類似レスラーとして初日の出仮面（男）、初日の出太郎なるレスラーが活動中。2016年後期よりエキシビションマッチを行う。9月4日に復帰。
- 肺に大きな傷があるということから2017年1月1日の初日の出プロレス新木場大会をもって引退。同日は初日の出仮面（男）、初日の出太郎に加え初日の出趙雲も出場。

### プロフィール
- 性別：女
- 生年月日：2014年1月1日
- 出身地：千葉県銚子市犬吠埼
- 身長：165cm
- 体重：70kg
- 趣味：お絵かき、日光浴、お散歩
- 特技：カスタネット
- 好きな色：ピンク
- 好きな顔文字：＼(^o^)／
- 好きなレスラー：よねやまどかぞくのみんな
- 好きな食べ物：ママ日の出の作る料理
- 得意技：初日の出バスター、初日の出カッター、初日の出パンチ、初日の出エルボー、御来光キック
- 抱負：初日の出ポーズでみんなを笑顔にしたい！

### 特徴
- YMZの広告は手書きですべて初日の出が手書きで作っている。
- 試合のあらゆる場面で初日の出ポーズを決める。
- 紫雷美央からは日の出の日の字もないと言われたことがある。
- 上林愛貴からはデーヒノと呼ばれている。
- ブログなどでの意気込みは「＼(^o^)／」だけで済まされている。

### 獲得タイトル
- 第5代アーティスト・オブ・スターダム王座（パートナーは米山香織、倉垣翼）